# Європейська хартія міст
Європейська хартія міст (фр. Charte urbaine européenne) прийнята Постійною Конференцією місцевих та регіональних органів влади Європи (Local and Regions Authorities Congress of Europe) в 1992 році. Містить ряд значущих принципів управління містом на місцевому рівні. Європейська хартія міст створена Радою Європи в ході роботи над політикою з відродження міст та  істотного поліпшення життя в них.

## Опис
В Хартії визначено ряд керівних принципів для міст країн Європи:
1. Транспорт та свобода пересування: необхідно скоротити кількість поїздок, особливо в приватних автомобілях; вулиці необхідно відновити в якості соціальної зони.
2. Навколишнє середовище та природа в містах: місцева влада зобов'язана охороняти природу (зелені насадження), вести політику боротьби з забрудненнями; охорона природи є фактором активної участі мешканців  у справах міста.
3. Фізичний вигляд міста: центральні райони міст необхідно зберігати в якості важливих символів європейської культурної та історичної спадщини; архітектурна творчість та розвиток відіграють вирішальну роль у забезпеченні якості міського ландшафту.
4. Архітектурна спадщина міста: консервація міста повинна мати ретельно продуману правову базу; спадщина міста стимулює його економічний розвиток.
5. Житловий фонд: кожна людина та сім'я мають право на безпечне і впорядковане житло.
6. Безпека в місті та боротьба зі злочинністю: боротьба зі злочинністю повинна вважатися першочерговим завданням; ефективність міської політики безпеки залежить від тісної співпраці поліції та місцевих мешканців.
7. Маломобільні групи населення в містах: необхідно забезпечити, щоб будинки та робочі місця були пристосовані для  інвалідів.
8. Спорт та дозвілля в міських районах: спортивні споруди мають бути безпечними і добре обладнаними.
9. Культура в містах: всі жителі міста мають право на культуру.
10. Інтеграція багатьох культур в містах: інтеграція багатьох культур визначає  повну інтеграцію іммігрантських громад в соціальне та фізичне міське середовище.
11. Участь громадян у міському управлінні та плануванні: участь громадян у місцевому політичному житті забезпечується правом вільного і демократичного обрання своїх представників;  участь громадян у місцевому політичному житті повинно бути ефективним на всіх рівнях місцевих, політичних і адміністративних структур.
12. Економічний розвиток в містах: місцева влада повинна забезпечувати економічний і соціальний розвиток своїх районів.
У європейській хартії міст визначено, що ідеальне місто - це місто рівноваги між різними секторами та видами діяльності (вуличний рух, умови життя, роботи і проведенням дозвілля); між сучасним містобудуванням та збереженням своєї історичної спадщини, інтегруванням нового без руйнування старого; підтримання принципу безперервного розвитку.